# Gran Premio de Argentina
El Gran Premio de Argentina fue una carrera de automovilismo para monoplazas válida para el Campeonato Mundial de Fórmula 1. En total se disputaron 21 ediciones, todas ellas en el Autódromo de Buenos Aires, en tres períodos: 1953 a 1960, 1971 a 1981, y 1995 a 1998, con ausencias en 1959 y 1976.
El argentino Juan Manuel Fangio es el mayor ganador del Gran Premio de Argentina con cuatro triunfos, siendo además el único piloto local en ganarlo.

## Historia

### Antecedentes y contexto
En finales de década de 1940 con el regreso de las carreras Grand Prix en Europa tras la guerra varios pilotos argentinos se lanzaron a ir y ganar experiencia en Europa, tal fue el éxito que tuvieron, que en 1947 el Automóvil Club Argentino invitó a los pilotos europeos a correr algunas carreras en Argentina. Tanto fue el éxito, que en 1949 se repitió la experiencia donde participaron grandes pilotos europeos de la época como Luigi Villoresi, Alberto Ascari y Giuseppe Farina. Todas estas carreras fueron disputadas en parques y caminos públicos.
Argentina por ese entonces, estaba considerada para ser sede de una carrera del Campeonato Mundial de Fórmula 1 de 1950, pero la falta de un autódromo adecuado, hizo que para darle el carácter de mundial al campeonato los organizadores incluyeran las 500 Millas de Indianápolis, que atraía pocos pilotos de Fórmula 1. El expresidente Argentino Juan Domingo Perón impulsó la creación del circuito, animado por el éxito del piloto argentino Juan Manuel Fangio.

### Copa Perón y los primeros Grandes Premios (1952-1960)
El circuito se construyó dentro de la jurisdicción de Buenos Aires en 1952, En el autódromo, hay un monumento a la memoria del Almirante Guillermo Brown. El circuito abrió sus puertas en marzo de 1952 con la Copa Perón, ganada por Fangio. En 1953, se realizó allí la primera competencia de Fórmula 1 fuera de Europa. En esa prueba Fangio debió retirarse luego de 36 vueltas cuando falló la transmisión a su Maserati. La victoria fue de Alberto Ascari compitiendo con Ferrari. Un desafortunado accidente en el que perecieron nueve personas oscureció esta fiesta del automovilismo.

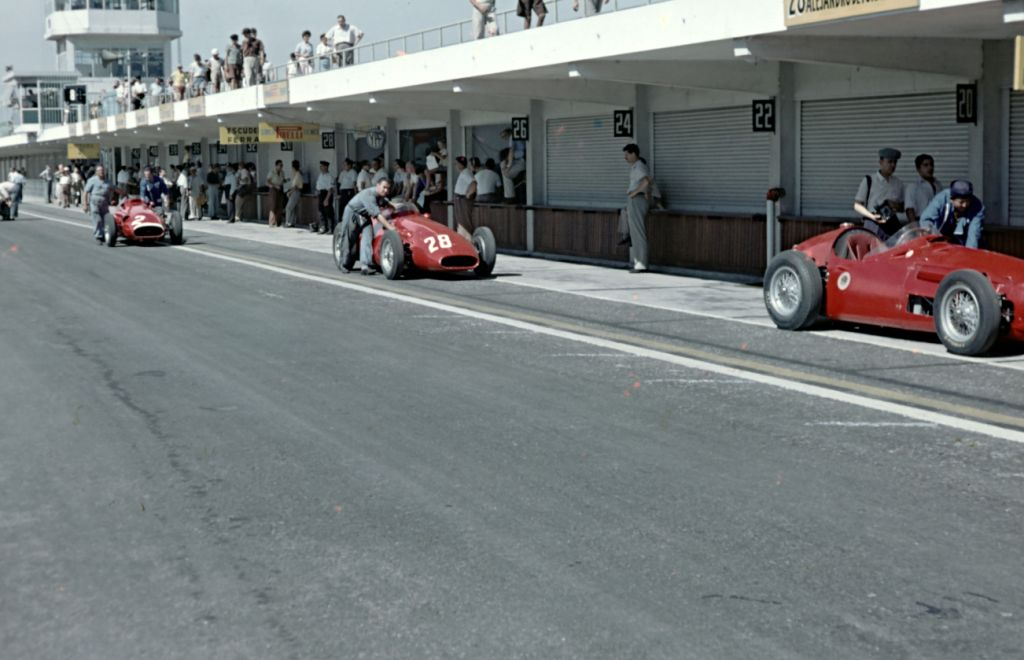
Gran Premio de 1957.

Al año siguiente, Fangio ganó la carrera. Fangio llegó a ganar tres de los siguientes grandes premios de Argentina. En 1958, Stirling Moss logró la victoria (la primera de un auto con motor trasero). Luego del retiro de Fangio, el Gran Premio de Argentina desapareció del calendario de la Fórmula 1 para el año 1961 regresando más de una década después.

### Regreso en la década de 1970 (1971-1981)
En 1971 el Gran Premio de Argentina hizo una carrera sin puntos donde corrió Carlos Reutemann. Reutemann logró la tercera posición. Ese día el triunfo fue para el Matra de Chris Amon, y Henri Pescarolo en segundo lugar. En 1972 Argentina regresa al calendario oficial, y Reutemann logra la pole position el día sábado en competencia de Fórmula 1 finaliza en un digno séptimo puesto final a dos vueltas del ganador de la prueba, convirtiéndose así en el segundo piloto en alcanzar ese logro. La carrera fue ganada por el piloto Jackie Stewart. La oportunidad más clara para Reutemann fue la que tuvo en 1974, en donde el argentino brilló, pero en la última vuelta se quedó sin combustible el tanque de su Brabham BT-44 Cosworth y abandonó. Ganó el neozelandés Denny Hulme. Tuvo algunas oportunidades más, pero ninguna como aquella, a lo que Reutemann dijo «Nunca superé la tristeza de no haber podido ganar en mi país». La Fórmula 1 se continuó disputando en Argentina hasta 1981.

### Tercer y último regreso (1995-1998)
Un consorcio privado compró la pista en 1991 e inició su remodelación. El presidente de ese entonces Carlos Menem tenía como objetivo primordial traer de vuelta la F1. El Gran Premio de Argentina finalmente regresó al calendario en 1995, con una victoria para Damon Hill. Hill ganaría el evento también en 1996 (año en el que ganó el campeonato), y en 1997 ganó Jacques Villeneuve la prueba y también el campeonato. Desafortunadamente, problemas de los organizadores impidieron que la carrera continuase más allá de 1998, cuando se disputó por última vez, siendo ganador Michael Schumacher, con la novena victoria en Ferrari. En el año 1999 el GP figuraba en el calendario provisional pero finalmente fue excluido del mismo.

### Ausencia (1999-actualidad)
En 1999 el GP figuraba en el calendario provisional para los días 26, 27 y 28 de marzo como segunda fecha de dicho torneo pero finalmente fue excluido del mismo por desacuerdos entre los organizadores con la FIA, dejando un espacio de 5 semanas entre las dos primeras rondas del campeonato 1999.
A mediados de 2011, se anunció la construcción de un complejo llamado Velociudad. El mismo iba a estar ubicado en Zárate e iba a contar con instalaciones de última generación, entre las que incluían un hotel cinco estrellas, una pista de karting entre otras. En febrero de 2012, la por entonces presidenta de Argentina, Cristina Fernández de Kirchner aseguró que el Gran Premio volvería al país en 2013, pero esta vez en un circuito urbano que iba a estar localizado en la ciudad balnearia de Mar del Plata, pero nunca ocurrió. En aquella oportunidad, Bernie Ecclestone, propietario de los derechos comerciales de la Fórmula 1, declaró que «estamos abiertos a las carreras en Argentina cuando pueda tratar con gente seria».
A finales de 2015, Bernie Ecclestone reconoció que era posible un futuro regreso de la Fórmula 1 a Argentina. Por su parte, en enero de 2016, el entonces Ministro de Turismo, Gustavo Santos, comunicó que uno de los objetivos del gobierno sería concretar el retorno a la máxima categoría. Además del Autódromo Oscar y Juan Gálvez, otros escenarios posibles para el retorno eran Potrero de los Funes (San Luis) y Termas de Río Hondo (Santiago del Estero), este último es actualmente la sede del Gran Premio de Argentina de Motociclismo.
A principios de 2018 comenzaron a circular rumores de que el Gran Premio volvería a disputarse en 2020, Diego Santilli, por entonces  Vicejefe de Gobierno Porteño anunció que «llevaremos al Autódromo a un grado inferior al de la Fórmula 1 a fin de año. Todos soñamos con algún día volver a tener a la F1». Por su parte, Charlie Whiting, director de carrera de Fórmula 1 dio un visto bueno sobre el trazado que podría recibir a la carrera en caso de un eventual regreso. El 8 de abril del mismo año, previo a conmemorarse los 20 años del último GP en el país sudamericano y luego de disputarse el Gran Premio de Argentina de Motociclismo de 2018, los entonces ministros del interior y de transporte, Rogelio Frigerio y Guillermo Dietrich, brindaron una conferencia de prensa refiriéndose a la posibilidad del regreso del Gran Premio, pero finalmente ambos se abstuvieron de hacer referencia a las versiones que circulaban de que el país podría volver a recibir a la F1.
En 2024, con la llegada de Franco Colapinto a la Fórmula 1, se volvió a sondear con fuerza la llegada de la máxima categoría automovilística al país. Así, Daniel Scioli, Secretario de Turismo, Ambiente y Deportes tuvo una reunión con Stefano Domenicali, presidente de la Fórmula 1 durante el desarrollo del Gran Premio de São Paulo.

## Ganadores
| Año        | Piloto                             | Equipo/Motor     | Circuito                                   | Resultados     |                |
| ---------- | ---------------------------------- | ---------------- | ------------------------------------------ | -------------- | -------------- |
| 1953       | Alberto Ascari                     | Ferrari          | Autódromo 17 de Octubre                    | Resultados     |                |
| 1954       | Juan Manuel Fangio                 | Maserati         | Autódromo 17 de Octubre                    | Resultados     |                |
| 1955       | Juan Manuel Fangio (2)             | Mercedes         | Autódromo 17 de Octubre                    | Resultados     |                |
| 1956       | Juan Manuel Fangio (3) Luigi Musso | Ferrari          | Autódromo Municipal Ciudad de Buenos Aires | Resultados     |                |
| 1957       | Juan Manuel Fangio (4)             | Maserati         | Autódromo Municipal Ciudad de Buenos Aires | Resultados     |                |
| 1958       | Stirling Moss                      | Cooper-Climax    | Autódromo Municipal Ciudad de Buenos Aires | Resultados     |                |
| 1959       | No se disputó.                     | No se disputó.   | No se disputó.                             | No se disputó. | No se disputó. |
| 1960       | Bruce McLaren                      | Cooper-Climax    | Autódromo Municipal Ciudad de Buenos Aires | Resultados     |                |
| 1961- 1970 | No se disputó.                     | No se disputó.   | No se disputó.                             | No se disputó. | No se disputó. |
| 1971       | Chris Amon                         | Matra            | Autódromo Municipal Ciudad de Buenos Aires | Resultados     |                |
| 1972       | Jackie Stewart                     | Tyrrell-Ford     | Autódromo Municipal Ciudad de Buenos Aires | Resultados     |                |
| 1973       | Emerson Fittipaldi                 | Lotus-Ford       | Autódromo Municipal Ciudad de Buenos Aires | Resultados     |                |
| 1974       | Denny Hulme                        | McLaren-Ford     | Autódromo Municipal Ciudad de Buenos Aires | Resultados     |                |
| 1975       | Emerson Fittipaldi (2)             | McLaren-Ford     | Autódromo Municipal Ciudad de Buenos Aires | Resultados     |                |
| 1976       | No se disputó.                     | No se disputó.   | No se disputó.                             | No se disputó. | No se disputó. |
| 1977       | Jody Scheckter                     | Wolf-Ford        | Autódromo Municipal Ciudad de Buenos Aires | Resultados     |                |
| 1978       | Mario Andretti                     | Lotus-Ford       | Autódromo Municipal Ciudad de Buenos Aires | Resultados     |                |
| 1979       | Jacques Laffite                    | Ligier-Ford      | Autódromo Municipal Ciudad de Buenos Aires | Resultados     |                |
| 1980       | Alan Jones                         | Williams-Ford    | Autódromo Municipal Ciudad de Buenos Aires | Resultados     |                |
| 1981       | Nelson Piquet                      | Brabham-Ford     | Autódromo Municipal Ciudad de Buenos Aires | Resultados     |                |
| 1982- 1994 | No se disputó.                     | No se disputó.   | No se disputó.                             | No se disputó. | No se disputó. |
| 1995       | Damon Hill                         | Williams-Renault | Autódromo Oscar Alfredo Gálvez             | Resultados     |                |
| 1996       | Damon Hill (2)                     | Williams-Renault | Autódromo Oscar Alfredo Gálvez             | Resultados     |                |
| 1997       | Jacques Villeneuve                 | Williams-Renault | Autódromo Oscar Alfredo Gálvez             | Resultados     |                |
| 1998       | Michael Schumacher                 | Ferrari          | Autódromo Oscar Alfredo Gálvez             | Resultados     |                |

#### Circuitos

Circuito N.º 2 (1953-1958, 1960)
Circuito N.º 9 (1972-1973)
Circuito N.º 15 (1974-1975, 1977-1981)
Circuito N.º 6 (1995-1998)

- Referencia:[1]